# Porphyrinia conspersa
Porphyrinia conspersa är en fjärilsart som beskrevs av Butler 1880. Porphyrinia conspersa ingår i släktet Porphyrinia och familjen nattflyn. Inga underarter finns listade i Catalogue of Life.